# Roberta Frank
Roberta Frank (* 9. November 1941 in New York City) ist eine amerikanische Philologin der altenglischen und altnordischen Sprachen und seit 2000 Professorin an der Yale University.

## Leben
Frank begann ihr Studium an der New York University, wo sie 1962 den Bachelor of Arts in englischer und vergleichender Literaturwissenschaft erhielt. Daraufhin ging sie an die Harvard University, wo sie die Ausbildung nach dem Master of Arts 1964 mit dem Doktorgrad (Ph.D.) in vergleichender Literaturwissenschaft 1968 abschloss. Der Titel ihrer Dissertation lautet Wordplay in Old English Poetry. 1968 wurde Frank Assistant Professor an der University of Toronto und blieb dort – ab 1973 als Associate Professor und ab 1995 als ordentliche Professorin – bis 2000. Seitdem hat Frank den Marie-Boroff-Lehrstuhl für Englisch an der Yale University inne.
Roberta Frank bezieht in ihrer Forschung neben literarischen auch andere sprachliche sowie dingliche (archäologische) Zeugnisse ein. Ihr geht es darum, deren Faszination aus ihrer Wirkung auf die damaligen Menschen zu verstehen. Sie schreibt engagiert und scheut deshalb in ihren meist in Aufsatzform erschienenen Publikationen vor Polemik nicht zurück, die auch ihres Humors wegen bekannt sind. Seit Jahren beschäftigen sie die Entstehungsbedingungen und die Autorschaft des Beowulf und die literarische Verarbeitung und Rezeption der Schlacht von Maldon (The Battle of Maldon).
Akzente setzte sie auch als Wissenschaftsorganisatorin. Jahrelang im Beirat und Beiträgerin des Dictionary of Old English, gab Frank von 1976 bis 2002 als general editor die Buchreihe Toronto Old English Series und von 1985 bis 2002 die Publications of the Dictionary of Old English heraus. 1981 war Roberta Frank Gründungsmitglied der International Society of Anglo-Saxonists, einer Gesellschaft, der sie 1986 bis 1988 vorstand.
Sie war bis zu seinem Tod im Februar 2025 verheiratet mit dem Mediävisten Walter A. Goffart.

## Schriften
Eine umfassende Bibliographie von 1970 bis 2003 findet sich bei: Antonia Harbus, Russell Poole (Hrsg.): Verbal Encounters. Anglo-Saxon and Old Norse Studies for Roberta Frank (= Toronto Old English Series. 13). University of Toronto Press, Toronto u. a. 2005, ISBN 0-8020-8011-1, S. 5–12.
Wichtige Werke:
- als Herausgeberin mit Angus Cameron, John Leyerle (Hrsg.): Computers and Old English Concordances. University of Toronto Press, Toronto 1970, ISBN 0-8020-4024-1.
- als Herausgeberin mit Angus Cameron: A Plan for the Dictionary of Old English. University of Toronto Press, Toronto u. a. 1973, ISBN 0-8020-3303-2.
- Marriage in Twelfth- and Thirteenth-Century Iceland. In: Viator. Band 4, 1973, S. 473–484, doi:10.1484/J.VIATOR.2.301661.
- Skaldic Verse and the Date of Beowulf. In: Colin Chase (Hrsg.): The Dating of Beowulf (= Toronto Old English Series. 6). University of Toronto Press, Toronto u. a. 1981, ISBN 0-8020-5576-1, S. 123–139, (mehrfach nachgedruckt; Taschenbuchausgabe 1997).
- The Beowulf Poet’s Sense of History. In: Larry D. Benson, Siegfried Wenzel (Hrsg.): The Wisdom of Poetry. Essays in Early English Literature in Honor of Morton W. Bloomfield. Medieval Institute Publications. Western Michigan University, Kalamazoo MI 1982, ISBN 0-918720-15-X, S. 271–277, (mehrfach nachgedruckt).
- The Battle of Maldon and Heroic Literature. In: Donald Scragg (Hrsg.): The Battle of Maldon A. D. 991. Blackwell, Oxford 1991, ISBN 0-631-15987-8, S. 196–207.
- als Herausgeberin: The Politics of Editing Medieval Texts. Papers given at the Twenty-Seventh annual Conference on Editorial Problems. University of Toronto, 1–2 November 1991. AMS Press, New York NY 1993, ISBN 0-404-63677-2.
- Quid Hinieldus cum feminis? The Hero and Women at the End of the First Millennium. In: Teresa Pàroli (Hrsg.): La Funzione dell’Eroe germanico. Storicità, Metafora, Paradigma (= Philologia. 2). Atti del convegno internazionale di studio, Roma, 6–8 maggio 1993. Il Calamo, Rom 1995, ISBN 88-86148-13-5, S. 7–25.
- The Unbearable Lightness of Being a Philologist. In: The Journal of English and Germanic Philology. Band 96, Nr. 4, 1997, S. 486–513, JSTOR:27711570.
- The Discreet Charm of the Old English Weak Adjective. In: Catherine E. Karkov, George Hardin Brown (Hrsg.): Anglo-Saxon Styles. State University of New York Press, Albany NY 2003, ISBN 0-7914-5870-9, S. 239–252.
- Terminally Hip and Incredibly Cool: Carol, Vikings, and Anglo-Scandinavian England. In: Representations. Band 100, 2007, S. 23–33, doi:10.1525/rep.2007.100.1.23.
- Sharing Words with Beowulf. In: Virginia Blanton, Helene Scheck (Hrsg.): Intertexts. Studies in Anglo-Saxon Culture Presented to Paul E. Szarmach (= Medieval and Renaissance Texts and Studies. 334 = Arizona Studies in the Middle Ages and the Renaissance. 24). ACMRS (Arizona Center for Medieval and Renaissance Studies) u. a., Tempe AZ 2008, ISBN 978-0-86698-382-2, S. 3–15.